# Harunobu Arima
Harunobu Arima (japonsky 有馬晴信, Arima Harunobu; 1567 – 5. června 1612) byl daimjó klanu Arima. Ten kontroloval území Šimabary v provincii Hizen. Známým se klan stal díky Harunobuovi (nástupci Jošisady Arimy, jenž na svém území začal po otcově smrti s pronásledováním křesťanů.
Roku 1579 se však Harunobu byl nucen obrátit s žádostí o podporu na jezuitské misionáře. V té době totiž začal na území klanu pronikat Rjúzódži Takanobu. Po svém návratu z bitvy se stejně jako jeho strýc Sumitada Ómura, nechal pokřtít a přijal jméno Protasio. Portugalské lodě pak do provincie přivezly zásobu střelných zbraní, což ale nestačilo pro udržení území klanu a roku 1582, poté, co přišel o důležitou pevnost v Šimabaře, již ovládal pouze úzký pruh území poloostrova. S touto situací se ovšem nehodlal smířit, a tak se po vyjednáváních spojil s klanem Šimazu, jenž právě válčil s Rjúzódžim. Pod vedením Iehisy Šimazu se spolu se svými 3000 vojáky zúčastnil odvetných operací na znovuzískání ztracených území. I přes výraznou početní převahu byl Rjúzódži v bitvě o Okitanawate poražen a v bitvě sám padl.
Arima se později připojil k Hidejošimu Tojotomi během jeho expanze na Kjúšú roku 1587. O pár let později, roku 1593, pak vedl armádu 2000 mužů do Korey pod velením generála Jukinagi Jukinagi Konišiho. Během bitvy o Sekigaharu bojoval za západní stranu, ale po její porážce nepřišel o žádnou část svých území.
V roce 1609 byl Harunobu vyslán s expedičním sborem na ostrov Formosa (Tchaj-wan), který měl za úkol vysledovat potenciální centra pro obchodní vztahy s Čínou a západními státy. Po vylodění však byla jeho armáda napadena domorodci a během vřavy přišel o její významnou část. Pro zajímavost, v roce 1616, během další expedice na ostrov, vedené Ómurou, též Japonci narazili a byli vytlačeni.
V témže roce, ve kterém se uskutečnila jeho neúspěšná mise se účastnil tzv. incidentu Andrého Pessoy, během kterého byly zničeny portugalské lodě poblíž přístavu Nagasaki. Za svůj čin byl následně odměněn, ale již tři roky na to došlo mezi ním a šógunem Iejasuem Tokugawou k roztržce, jejímž výsledkem byla Harunobuova poprava.
Následníkem Harunobua se stal Naozumi Arima, jenž byl v roce 1615 převelen do provincie Hjúga.